# ویهرووو
ویهرووو (به لاتین: Wejherowo) یک شهرک در لهستان است که در استان پومرانی واقع شده‌است.

## خصوصیات
ویهرووو ۲۵٫۶۵ کیلومترمربع مساحت و ۵۰٬۳۱۰ نفر جمعیت دارد.

## خواهرخوانده
شهرهای تیرسو، سوئد، روان، شونچیونیس، Pastavy، ایوانو-فرانکیفسک و تروتنو خواهرخوانده‌های ویهرووو هستند.